# José Brachi
José Brachi (lub Bracchi) (ur. 26 grudnia 1892, zm. 22 sierpnia 1967) – piłkarz urugwajski, napastnik.
Będąc graczem klubu Dublin Montevideo wziął udział w nieoficjalnych mistrzostwach Ameryki Południowej - Copa América 1910. Zagrał w obu meczach – z Chile (zdobył bramkę) i Argentyną. Urugwaj zajął w turnieju drugie miejsce.
Jako piłkarz klubu Club Nacional de Football wziął udział w turnieju Copa América 1916 – pierwszych w dziejach mistrzostwach Ameryki Południowej oraz pierwszych w dziejach mistrzostwach kontynentalnych. Urugwaj zdobył tytuł pierwszego mistrza Ameryki Południowej, a Brachi zagrał tylko w pierwszym meczu z Chile.
Od 13 września 1908 do 18 lipca 1916 Brachi rozegrał w reprezentacji Urugwaju 12 meczów i zdobył 3 bramki.